# Liste der Bodendenkmäler in Hagen
Die Liste der Bodendenkmäler in Hagen enthält die denkmalgeschützten unterirdischen baulichen Anlagen, Reste oberirdischer baulicher Anlagen, Zeugnisse tierischen und pflanzlichen Lebens und paläontologischen Reste auf dem Gebiet der Stadt Hagen in Nordrhein-Westfalen (Stand: August 2020). Diese Bodendenkmäler sind in Teil B der Denkmalliste der Stadt Hagen eingetragen; Grundlage für die Aufnahme ist das Denkmalschutzgesetz Nordrhein-Westfalen (DSchG NRW).
| Bild                                        | Bezeichnung                                 | Lage                                                             | Beschreibung | Bauzeit                      | Eingetragen seit | Denkmal- nummer |
| ------------------------------------------- | ------------------------------------------- | ---------------------------------------------------------------- | --- | ---------------------------- | ---------------- | --------------- |
| Landwehr                                    | Landwehr                                    | Holthausen Kattenohler Straße Karte                              | Wegesperre in einem Wäldchen westlich von Milchenbach an einem ehemaligen mittelalterlichen Handelsweg. |                              | 29.05.1991       | 1               |
| weitere Bilder                              | Raffenburg                                  | Hohenlimburg Piepenbrink, Rundweg A 7 (Raffenburgweg) Karte      | Ruine einer mittelalterlichen kölnischen Höhenburg auf dem Raffenberg, um 1250 entstanden und 1288 im Limburgischen Erbfolgekrieg teilweise zerstört. Gelände frei zugänglich. | erste Hälfte 13. Jahrhundert | 26.11.1991       | 2               |
| weitere Bilder                              | Rücklenburg                                 | Holthausen Alte Stadt Karte                                      | Wenige Reste einer mittelalterlichen Höhenburg auf der Hünenpforte (Naturschutzgebiet). Kern dieser kleinen, bisher nicht wissenschaftlich erforschten Anlage war vermutlich ein burgartiges Gebäude mit Palisaden, Wall und Graben, das vielleicht als befestigte Warte oder Wohnplatz diente. Wahrscheinlich zusammen mit der naheliegenden Raffenburg 1288 untergegangen. | erste Hälfte 13. Jahrhundert | 28.11.1991       | 3               |
| weitere Bilder                              | Franzosenschanze                            | Hohenlimburg Piepenbrink Karte                                   | ehemalige rechteckige Wallanlage auf dem Bergrücken Piepenbrink. Wall- und Grabensystem teilweise noch vorhanden. Schwer zugängliches Gelände. | 13. Jahrhundert              | 09.12.1991       | 4               |
| weitere Bilder                              | Wallburg Minnerberg                         | Dahl/Ambrock Ribbertstraße Karte                                 | ehemaliges gestaffeltes Befestigungssystem aus zwei umlaufenden Ringwällen auf dem Minnerberg, nahe dem Gut Ribberthof. Wall-Grabenreste südlich vom Gut frei zugänglich. | 10./11. Jahrhundert          | 26.11.1991       | 5               |
| weitere Bilder                              | Reher Galgen                                | Hohenlimburg/Reh Schälker Landstraße Karte                       | ehemalige Hinrichtungsstätte der Grafschaft Limburg. Zum letzten Mal wurde hier am 19. Juni 1807 der Raubmörder Jürgen Bechtold hingerichtet. Grundstückseigentümer ist seit 1925 der Hohenlimburger Heimatverein. Gedenkstein seit 1988. Bereich frei zugänglich. |                              | 26.11.1991       | 6               |
| weitere Bilder                              | Wallburg „Sieben Gräben“                    | Hohenlimburg Rundweg A 3 (Oberförster-Pfahl-Weg) Karte           | ehemalige Wallburg auf dem Schleipenberg ca. 400 m südlich von Schloss Hohenlimburg. Damals ein kompliziertes Wall-Graben-System, die Wälle vermutlich als Holz-Erde-Befestigung konzipiert, die ein relativ kleines, ovales Kernwerk mit Steinmauer und Steinturm umschloss. Wahrscheinlich diente sie als Flankenschutz der im Bau befindlichen (Hohen-)Limburg. Wall-Graben-Anlage frei zugänglich. | erste Hälfte 13. Jahrhundert | 09.12.1991       | 7               |
| weitere Bilder                              | Vorhaller Steinbruch                        | Vorhalle Sporbecker Weg Karte                                    | die Ziegeleigrube ist ein ehemaliger Steinbruch der Vorhaller Klinkerwerke. Seit den 1920er Jahren gelten der noch vorhandene Steinbruch sowie ein heute nicht mehr vorhandener Aufschluss weltweit als die reichhaltigsten Fundstellen für Pflanzenfossilien aus dem tiefen Oberkarbon. Die anzutreffenden Faltenbilder und Gebirgsstörungen sind als Vorhaller Schichten bekannt. 2006 als „Nationaler Geotop“ ausgezeichnet. Bereich frei zugänglich. |                              | 09.03.1993       | 8               |
| Grabhügel Donnerkuhle                       | Grabhügel Donnerkuhle                       | Halden/Herbeck Karte                                             | in einem Wald im Naturschutzgebiet Ochsenkamp zwischen Steinbruch Donnerkuhle und Donnerkuhler Weg gelegen. |                              | 17.12.1993       | 9               |
| Grabhügel bei Elsey                         | Grabhügel bei Elsey                         | Hohenlimburg/Elsey Karte                                         | nordöstlich der Straße „Auf der Heide“ im Naturschutzgebiet Steltenberg gelegen. |                              | 17.12.1993       | 10              |
| Grabhügel am Weißenstein                    | Grabhügel am Weißenstein                    | Holthausen Karte                                                 | südlich der Hohenlimburger Straße im Naturschutzgebiet Mastberg und Weißenstein gelegen. |                              | 20.09.1994       | 11              |
| Burg Dahl                                   | Burg Dahl                                   | Dahl Zum Bollwerk 28 Karte                                       | wahrscheinlich eine ehemalige Wall und Palisaden geschützte Turmhügelburg. Wall-Reste noch erkennbar. Inmitten der Wall-Anlage ein Fachwerk-Kotten mit Turmhügelresten an der Grundmauer des Häuschens (Privatbesitz). | um 1180                      | 21.03.1994       | 12              |
| Höinghausen                                 | Höinghausen                                 | Delstern bei Gut Kuhweide Karte                                  | ehemalige verschwundene Ansiedlung östlich von Gut Kuhweide. 1486 wird ein Hanß to Hoydynkhusen genannt. Auf der Urkarte von 1836 noch vorhanden. Bei archäologischen Ausgrabungen 1987/89 wurden Hausreste, Keramikscherben, Spinnwirtel, Messerklingen, Schnallenrahmen und Eisenschlacke einer früh- und hochmittelalterlichen Handwerkersiedlung gefunden. | 11./12. Jahrhundert          | 27.03.1996       | 13              |
| Haus Berchum                                | Haus Berchum                                | Berchum Kockenhof Karte                                          | Ruine des mittelalterlichen Adelssitzes der Herren von Berchem (1243–1450) und anderer Adelsfamilien. Ein Lehen der Isenberger Grafen von Limburg. | 13. Jahrhundert              | 06.05.1996       | 14              |
| weitere Bilder                              | Kirche und Kirchplatz Berchum               | Berchum Berchumer Kirchplatz Karte                               | Patronatskirche des Fürstenhauses Bentheim-Tecklenburg | 1731                         | 29.09.1995       | 15              |
| weitere Bilder                              | Oeger Höhle                                 | Hohenlimburg/Elsey Mühlenbergstraße Karte                        | Fundort vieler ur- und frühgeschichtlicher Relikte. Knochenfunde eiszeitlicher Tiere, Geweihreste von zahlreichen Rentieren, Steinwerkzeuge, Gefäßfragmente aus der Jungsteinzeit oder Keramikreste aus den vorrömischen Metallzeiten. Höhle versiegelt. |                              | 06.05.1996       | 16              |
| weitere Bilder                              | Haus Werdringen                             | Vorhalle Brockhauser Straße – Werdringen 1 Karte                 | ehemaliger mittelalterlicher Adelssitz der Familie von Dobbe. Teil der Lehnskammer der Herren von Volmerstein. Der heutige Zustand wird von dem um 1855 abgeschlossenen Umbau- und Renovierungsarbeiten zu einem repräsentativen Wasserschloss im neugotischen Stil geprägt. Teile der früheren Bausubstanz blieben jedoch erhalten. 1977 kaufte die Stadt Hagen die Anlage. Seit 2004 Sitz des Museums für Ur- und Frühgeschichte. Schlosshof und Park frei zugänglich. | Mitte 13. Jahrhundert        | 24.02.1997       | 17              |
| weitere Bilder                              | Blätterhöhle                                | Holthausen Zur Hünenpforte Karte                                 | 2004 wurden in der Blätterhöhle 10.700 Jahre alte menschliche Überreste aus der Frühen Mittelsteinzeit entdeckt. Sie zählen zu den frühesten direkten Nachweisen anatomisch moderner Menschen im Ruhrgebiet und Nordrhein-Westfalen. Mittlerweile (Stand: März 2019) sind die Archäologen rund 14.000 Jahre vor der jetzt-Zeit angelangt und fanden unter anderem Schädelknochen des „ältesten modernen Westfalen“, der vor mehr als 11.200 Jahren in der Region um das heutige Holthausen lebte. Zuletzt auch Überreste des „ältesten Hundes in Westfalen“, der vor rund 11.500 Jahren gemeinsam mit den Jägern und Sammlern jener Zeit durch das hiesige Gelände streifte.                                                            |                              | 29.08.2008       | 18              |
| Hügelgrab im Waldgebiet Werdringen/Kaisberg | Hügelgrab im Waldgebiet Werdringen/Kaisberg | Vorhalle Karte                                                   | Grabhügel mit Steinkappe aus der älteren oder mittleren Bronzezeit im Landschaftsschutzgebiet Werdringen/Kaisberg gelegen. |                              | 22.02.2006       | 19              |
| weitere Bilder                              | Höhenburg Hohenlimburg                      | Hohenlimburg Alter Schloßweg 30 Karte                            | das Schloss oberhalb von Hohenlimburg, zwischen Wesselbach-/Lenne- und Nahmertal ist die einzige weitgehend im mittelalterlichen Originalzustand erhaltene Höhenburg in Westfalen. Besitz des Fürsten von Bentheim-Tecklenburg. Schlossgebäude nur mit Führung. Schlossgelände mit Bezahl-Drehkreuz zugänglich. | Mitte 13. Jahrhundert        | 10.06.2011       | 21              |
| weitere Bilder                              | Geländeausschnitt im Hasselbachtal          | Hohenlimburg/Henkhausen Obere Hasselbach – Rundwanderweg 7 Karte | es handelt sich um eine Abfolge von Gesteinen mit einer wissenschaftlich bedeutenden Fossilführung. Diese bilden den Hintergrund und Untergrund des Bachbettes des Hasselbachtals und seiner nördlichen und südlichen Böschungen südwestlich vom Geländeausschnitt. Anstehend ist eine Gesteinsserie aus der Zeit des Ober-Devons und Unter-Karbons. Die Grenze Devon/Karbon liegt bei 358 Millionen Jahren vor heute. Es stehen Sediment- oder auch Absatzgesteine an, hauptsächlich Tonsteine und Kalksteine. Die nachgewiesenen Fossilien sind von hoher Bedeutung für die Entwicklungsgeschichte der Erde sowie für Hagen und Gesamt-Westfalen. Eine solche Stelle gibt es nur dreimal auf der Welt. In China, Frankreich und hier. |                              | 23.09.2014       | 22              |

Gelöschte Bodendenkmäler
| Bild                                                   | Bezeichnung                                            | Lage                       | Beschreibung | Bauzeit | Eingetragen seit | Denkmal- nummer |
| ------------------------------------------------------ | ------------------------------------------------------ | -------------------------- | --- | ------- | ---------------- | --------------- |
| Urgeschichtlich-mittelalterliche Siedlungskammer Hegge | Urgeschichtlich-mittelalterliche Siedlungskammer Hegge | Herbeck Große Brenne Karte | Gewerbegebiet Herbeck, Dolomitstraße Ecke Herbecker Weg, bei Gut Herbeck. – Bei Grabungen 2008-10 ergab die Fundsituation, dass es sich um einen Siedlungskomplex aus der vorrömischen Eisenzeit und frühen Römischen Kaiserzeit handelte. Die zahlreichen Fundstücke (z.B. Münzen) werden im Museum für Ur- und Frühgeschichte Wasserschloss Werdringen ausgestellt. |         | 08.04.2009       | 20              |